# Euphyia conifasciata
Euphyia conifasciata är en fjärilsart som beskrevs av Butler 1882. Euphyia conifasciata ingår i släktet Euphyia och familjen mätare. Inga underarter finns listade i Catalogue of Life.